# William Townley
Pour les articles homonymes, voir Townley.
William Townley, appelé aussi parfois Billy Townley ou Bill Townley, est un footballeur puis entraîneur anglais, né le 14 février 1866 à Blackburn, Angleterre et décédé le 30 mai 1950  à Blackpool, Angleterre. Évoluant au poste d'ailier gauche, il est principalement connu pour ses saisons de joueur à Blackburn Rovers couronnées par 2 sélections en équipe d'Angleterre et pour avoir été l'un des pionniers de son sport en Allemagne où il a entraîné de nombreuses équipes, dont le Bayern Munich, et où il remportera trois titres de champion.
Il est célèbre aussi pour avoir inscrit le premier coup du chapeau en finale de la FA Cup.

## Biographie

### Carrière de joueur
Natif de Blackburn, il joue d'abord au Blackburn Olympic avant de rejoindre les Blackburn Rovers, avec qui il remporte à deux reprises la FA Cup, en 1890 et en 1891. À l'occasion de la première de ces 2 finales (en), le 29 mars 1890, il entre dans l'histoire de son sport en inscrivant le premier coup du chapeau en finale de FA Cup, au cours d'un match remporté 6-1 contre The Wednesday.

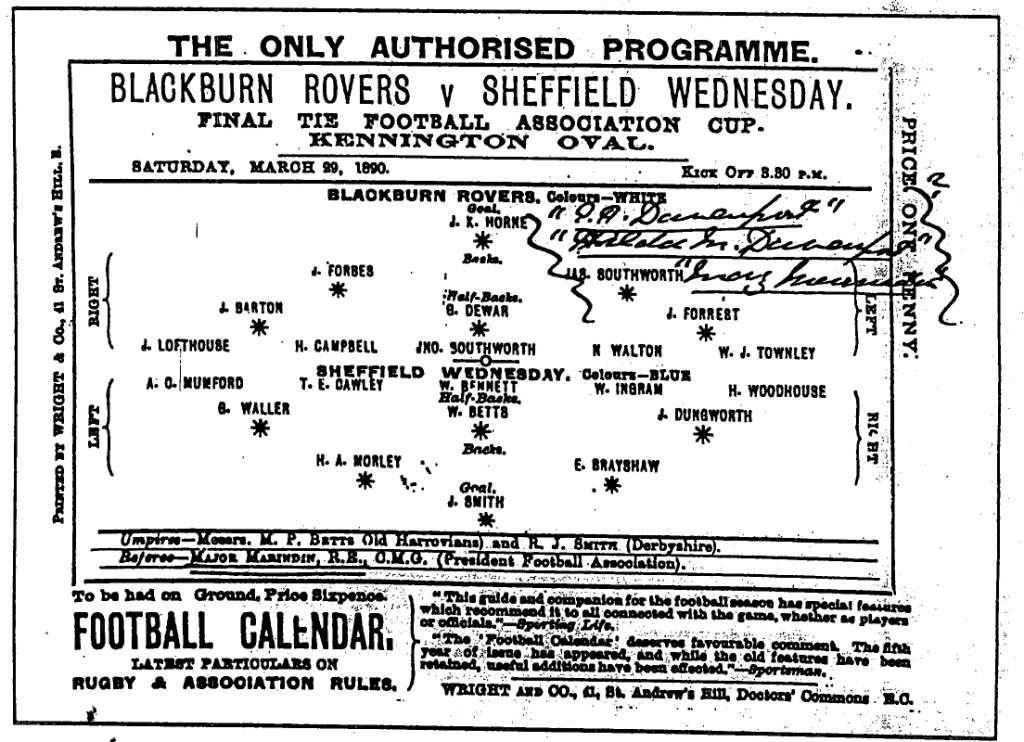
Programme officiel de la finale qui a vu Townley entrer dans l'histoire.

Il inscrit un autre but, lors de la finale de 1891 (en), pour une victoire 3-1 contre Notts County. Son total de 4 buts inscrits en finale ne sera battu qu'en 1992 par Ian Rush de Liverpool qui inscrira cette année-là son 5e but en finale.
En 1894, il quitte Blackburn Rovers pour Darwen puis plus tard pour Manchester City où il mettra un terme à sa carrière de joueur.

### Carrière internationale
En 1889 et en 1890, il reçoit deux sélections en équipe d'Angleterre et inscrit deux buts lors de sa deuxième sélection (une victoire 9-1 contre l'Irlande).

### Carrière d'entraîneur
Décidé à embrasser la carrière d'entraîneur, il se heurte à un manque d'opportunité en Angleterre et se décide à tenter sa chance sur le continent où le football se développe, en suivant l'exemple britannique. En Allemagne, comme dans les autres pays du continent, le football est strictement amateur et les joueurs doivent souvent même participer aux dépenses du club sur leurs propres deniers. Ainsi, il était très rare pour les équipes d'avoir un entraîneur, à cause du coût que cela implique. Toutefois, pour rattraper leur retard sur le football britannique, de nombreux clubs tentent le coup de recruter, pour une période parfois courte, un entraîneur britannique.
Ainsi, Townley est d'abord appelé pour entraîneur le DFC Prague avec qui il termine vice-champion en 1903, devancé par le VfB Leipzig. Il rejoint ensuite Karlsruher FV avec qui il devient de nouveau vice-champion en 1905 avant de remporter le championnat en 1910. 
Il est ensuite recruté par le SpVgg Fürth, club qui possède les meilleures infrastructures d'alors de toute l'Allemagne. Une rencontre est organisée contre Newcastle United, que SpVgg Fürth ne perd que 1-2, ce qui constitue, à l'époque, un très bon résultat pour un club allemand face à un anglais. Il mène le club à ses deux premiers titres de champion de Bavière puis à son premier titre national.
Il effectue deux courtes piges au Bayern Munich avant de s'y installer pour deux saisons après la Première Guerre mondiale. Il effectue un camp d'été pour le club suisse du FC Saint-Gall. Il prend ensuite la direction du SV Waldhof Mannheim puis du SC Victoria Hambourg, où il entraîne son fils qui joue avant-centre. Il retourne ensuite au FC Saint-Gall.
Il interrompt son travail en Suisse pour prendre pendant quatre mois la tête de l'équipe des Pays-Bas pour les Jeux Olympiques de 1924 à Paris où il atteint les demi-finales, battus par l'Uruguay.
Il rejoint ensuite SpVgg Fürth qu'il mène à leur deuxième titre national devançant le Herta Berlin. Il entraîne ensuite FSV Francfort avant de revenir une dernière fois à la tête du SpVgg Fürth. 
Ses derniers postes l'emmènent à Hanovre où il entraîne SV Eintracht 1898 Hanovre puis SV Arminia Hanovre, avant de prendre sa retraite à plus de 60 ans.
Il retourne vivre en Angleterre et meurt à Blackpool en 1950 à l'âge de 84 ans.

## Palmarès

### Comme joueur
- Blackburn Rovers :
  - Vainqueur de la FA Cup : 1890, 1891

### Comme entraîneur
- Karlsruher FV :
  - Champion d'Allemagne : 1909-10

- SpVgg Fürth :
  - Champion d'Allemagne : 1913-14, 1925-26
  - Champion de Bavière (en) : 1912, 1913
  - Champion d'Allemagne du Sud (en) : 1931
  - Coupe d'Allemagne du Sud (en) : 1927

- Bayern Munich :
  - Champion de Munich : 1920
  - Champion de Bavière du Sud (en) : 1920

- SV Arminia Hanovre :
  - Champion du District Sud du Championnat d'Allemagne du Nord : 1933

- Pays-Bas :
  - 4e place aux Jeux Olympiques d'été de 1924 à Paris